# Буковина-Татшанська (гміна)
Гміна Буковіна-Татранська (пол. Gmina Bukowina Tatrzańska) — сільська гміна у південній Польщі. Належить до Татранського повіту Малопольського воєводства.
Станом на 31 грудня 2011 у гміні проживало 12970 осіб.

## Географія
Річки: Розтока, Ваксмундзький Потік.

## Площа
Згідно з даними за 2007 рік площа гміни становила 131.84 км², у тому числі:
- орні землі: 46.00 %
- ліси: 47.00 %

Таким чином, площа гміни становить 27.95 % площі повіту.

## Населення
Станом на 31 грудня 2011:
| Опис     | Загалом | Загалом | Чоловіки | Чоловіки | Жінки | Жінки |
| -------- | ------- | ------- | -------- | -------- | ----- | ----- |
| одиниця  | осіб    | %       | осіб     | %        | осіб  | %     |
| все      | 12970   | 100     | 6456     | 49.78    | 6514  | 50.22 |
| міське   | 0       | 100     | 0        |          | 0     |       |
| сільське | 12970   | 100     | 6456     | 49.78    | 6514  | 50.22 |

## Сусідні гміни
Гміна Буковіна-Татранська межує з такими гмінами: Білий Дунаєць, Закопане, Лапше-Ніжне, Новий Тарґ, Поронін, Шафляри.